# Constantin Stepanovitch Staritsky
Pour les articles homonymes, voir Staritsky.
Constantin Stepanovitch Staritsky (en russe Константин Степанович Старицкий), né le 14 septembre 1839 à Poltava et mort le 11 novembre 1909 à Saint-Pétersbourg, est un scientifique, contre-amiral, hydrographe et explorateur russe.
Il était membre de la Société russe de géographie, de la Société technique russe, du conseil d'administration de la Société du Caucase et du Mercure (Кавказ и Меркурий (ru)) et vice-président de la Société astronomique.

## Biographie
Il est le fils d'un lieutenant d'artillerie navale à la retraite. Il étudie dans le corps de cadets de Tsarskoïe Selo (Aleksandrovsky), puis rejoint le corps des cadets de la Marine dans la classe d'officier. En 1857, il obtient son diplôme avec mention. Pour ses réalisations exceptionnelles, il est admis à l'Académie navale en tant qu'étudiant des classes d'officiers du département hydrographique dont il est diplômé. Il travaille à l'observatoire de Poulkovo puis est envoyé en mer Caspienne pour des études d'hydrographie.
En 1864, sur la recommandation du président de l'Académie des sciences, l'amiral Friedrich von Lütke, il est affecté sur la corvette Askold et voyage dans l'océan Pacifique où il effectue des observations astronomiques et magnétiques dans le cadre d'un programme spécial. Le 29 juillet 1865, alors qu'ils sont à Nagasaki, Staritsky et le lieutenant hydrographe M. P. Kruskopf sont transférés sur la corvette Varyag. Sur celle-ci, ils gagnent Nikolaïevsk et passent à Vladivostok, Hakodate et Petropavlovsk avant de revenir à Nikolaevsk, après avoir mené une série d'études.
Le 10 février 1866, il est affecté à l'équipage naval de l'Amour puis, à l'été 1866, sur la goélette Aleut au Japon où il se rend dans les ports russes.
Dans les années 1866-1870, étant sur différents navires, il mène des recherches dans la mer du Japon, en mer d'Okhotsk, en mer de Béring, détermine 37 points astronomiques et établit une connexion chronométrique entre les principaux ports maritimes du Japon et de la Chine. Il est le premier à attirer l'attention sur les vastes profondeurs à l'est de la fosse des Kouriles. Il a également fait plusieurs voyages à cheval dans les baies de Nakhodka et Possiet pour se familiariser avec la topographie et l'ethnographie de ces lieux. Sous sa direction, sont réalisées : la prospection marine et la mesure de la profondeur le long de la côte ouest de Sakhaline et près des îles Kouriles, l'établissement d'une carte de la partie nord du détroit de Tatarie, de toute la côte de Mandchourie et du sud de l'île de Sakhaline ainsi que l'inventaire des rives de l'embouchure de l'Amour et du golfe de Pierre-le-Grand. En 1866, il sert sur la corvette America, en 1868 sur la goélette Vostok, en 1868-1869 sur la canonnière Ermine et en 1870 de nouveau sur la goélette Vostok.
En 1871, il retourne à Cronstadt sur le clipper Rider. Il est promu Capitaine-lieutenant. La Société géographique russe lui décerne en 1874 la médaille d'or F.P. Litke pour les recherches hydrographiques menées dans l'océan Pacifique. Il commande ensuite les destroyers Akula et Kambala puis entre au service du Département hydrographique et de l'Académie navale.
Promu contre-amiral en 1890, il prend sa retraite. Jusqu'en 1892, il dirige le conseil d'administration de la Société de navigation sur le Dniepr et ses affluents, et jusqu'en 1907, il est président du conseil d'administration de la Compagnie russe de navigation et de commerce.

## Récompenses et distinctions
- 25 novembre 1868 : Ordre des Saints Égaux aux Apôtres du Prince Vladimir IV, degré avec des épées et un arc[5].
- 17 avril 1870 : Ordre de Saint-Stanislas
- Plusieurs lieux  de la mer d'Okhotsk et de la mer du Japon ont été nommés en son honneur dont : un cap dans la baie de Novik sur l'île Rousski, `la péninsule de Staritsky, qui forme la baie de Nagaïev et un volcan sous-marin à l'est de l'île de Matoua.